# США на літніх Олімпійських іграх 2024
Сполучені Штати Америки на літніх Олімпійських іграх 2024 представляли п'ятсот дев'яносто два спортсмени в тридцяти чотирьох видах спорту.

## Медалісти
| Медаль | Ім'я | Вид спорту                      | Дисципліна                                     | Дата      |
| ------ | --- | ------------------------------- | ---------------------------------------------- | --------- |
| 1      | Джек Алексі Гантер Армстронґ Кайлеб Дрессел Кріс Ґільяно Раян Гелд[a] Метт Кінґ[a] | Плавання                        | 4x100 метрів вільним стилем (чоловіки)         | 27 липня  |
| 1      | Лі Кіфер | Фехтування                      | індивідуальна рапіра (жінки)                   | 28 липня  |
| 1      | Торрі Гаск | Плавання                        | 100 метрів батерфляєм (жінки)                  | 28 липня  |
| 1      | Симона Байлз Джейд Кері Джордан Чайлз Суніса Лі Гезлі Рівера | Гімнастика                      | командна першість (жінки)                      | 30 липня  |
| 1      | Кейті Ледекі | Плавання                        | 1500 метрів вільним стилем (жінки)             | 31 липня  |
| 1      | Жаклін Дубровіч Лі Кіфер Лорен Скраґґс Мая Вейнтрауб | Фехтування                      | командна рапіра (жінки)                        | 1 серпня  |
| 1      | Симона Байлз | Гімнастика                      | абсолютна першість (жінки)                     | 1 серпня  |
| 1      | Джастін Бест Ліам Корріґан Майкл Ґрейді Нік Мід | Академічне веслування           | четвірки (чоловіки)                            | 1 серпня  |
| 1      | Кейт Дуглас | Плавання                        | 200 метрів брасом (жінки)                      | 1 серпня  |
| 1      | Раян Кроузер | Легка атлетика                  | штовхання ядра (чоловіки)                      | 3 серпня  |
| 1      | Симона Байлз | Гімнастика                      | опорний стрибок (жінки)                        | 3 серпня  |
| 1      | Вінсент Генкок | Стрільба                        | скит (чоловіки)                                | 3 серпня  |
| 1      | Кейті Ледекі | Плавання                        | 800 метрів вільним стилем (жінки)              | 3 серпня  |
| 1      | Кайлеб Дрессел[a] Нік Фінк Торрі Гаск Раян Мерфі Реган Сміт[a] Чарлі Свонсон[a] Ґретхен Волш Еббі Вейтцейл[a] | Плавання                        | змішана естафета 4x100 метрів комплексом       | 3 серпня  |
| 1      | Ноа Лайлс | Легка атлетика                  | біг на 100 метрів (чоловіки)                   | 4 серпня  |
| 1      | Крістен Фолкнер | Велоспорт                       | групова шосейна гонка (жінки)                  | 4 серпня  |
| 1      | Скотті Шеффлер | Гольф                           | індивідуальна першість (чоловіки)              | 4 серпня  |
| 1      | Роберт Фінк | Плавання                        | 1500 метрів вільним стилем (чоловіки)          | 4 серпня  |
| 1      | Кетрін Беркофф[a] Кейт Дуглас[a] Торрі Гаск Ліллі Кінг Алекс Шейкелл[a] Реган Сміт Ґретхен Волш Емма Вебер[a] | Плавання                        | естафета 4x100 метрів комплексом (жінки)       | 4 серпня  |
| 1      | Валарі Олман | Легка атлетика                  | метання диска (жінки)                          | 5 серпня  |
| 1      | Каролін Маркс | Серфінг                         | Жінки                                          | 5 серпня  |
| 1      | Коул Гокер | Легка атлетика                  | біг на 1500 метрів (чоловіки)                  | 6 серпня  |
| 1      | Gabby Thomas | Легка атлетика                  | біг на 200 метрів (жінки)                      | 6 серпня  |
| 1      | Аміт Елор | Боротьба                        | вільна боротьба, до 68 кг (жінки)              | 6 серпня  |
| 1      | Квінсі Голл | Легка атлетика                  | біг на 400 метрів (чоловіки)                   | 7 серпня  |
| 1      | Хлоя Дагерт Крістен Фолкнер Дженіфер Валенте Лілі Вільямс | Велоспорт                       | командна гонка переслідування (жінки)          | 7 серпня  |
| 1      | Сара Гільдебрандт | Боротьба                        | вільна боротьба, до 50 кг (жінки)              | 7 серпня  |
| 1      | Грант Голловей | Легка атлетика                  | біг на 110 метрів з бар'єрами (чоловіки)       | 8 серпня  |
| 1      | Сідні Мак-Лафлін-Леврон | Легка атлетика                  | біг на 400 метрів з бар'єрами (жінки)          | 8 серпня  |
| 1      | Тара Девіс-Вудголл | Легка атлетика                  | стрибки в довжину (жінки)                      | 8 серпня  |
| 1      | Рай Бенджамін | Легка атлетика                  | біг на 400 метрів з бар'єрами (чоловіки)       | 9 серпня  |
| 1      | Мелісса Джефферсон Шакеррі Річардсон Тваніша Террі Ґаббі Томас | Легка атлетика                  | 4×100 метрів (жінки)                           | 9 серпня  |
| 1      | Олівія Рівз | Важка атлетика                  | до 71 кг (жінки)                               | 9 серпня  |
| 1      | Крістофер Бейлі Рай Бенджамін Брайс Дедмон Вернон Норвуд Квінсі Вілсон[a] | Легка атлетика                  | 4×400 метрів (чоловіки)                        | 10 серпня |
| 1      | Масаї Расселл | Легка атлетика                  | біг на 100 метрів з бар'єрами (жінки)          | 10 серпня |
| 1      | Кайлін Браун[a] Аалія Батлер[a] Кванера Гейз[a] Алексіс Голмс Шам'єр Літтл Сідні Мак-Лафлін-Леврон Ґаббі Томас | Легка атлетика                  | 4×400 метрів (жінки)                           | 10 серпня |
| 1      | Збірна США з баскетболу- Бем Адебайо - Девін Букер - Стефен Каррі - Ентоні Девіс - Кевін Дюрант - Ентоні Едвардс - Джоел Ембіід - Тайріз Халібертон - Джру Голідей - Леброн Джеймс - Джейсон Тейтум - Деррік Вайт | Баскетбол                       | чоловічий турнір                               | 10 серпня |
| 1      | Жіноча збірна США з футболу- Корбін Елберт - Крої Бетюн - Сем Коффі - Тьєрна Девідсон - Крістал Данн - Емілі Фокс - Наомі Ґірма - Ліндсі Горан - Кейсі Крюґер - Роуз Лавелл - Кейсі Мерфі - Алісса Негер - Дженна Найсвонґер - Трініті Родман - Емілі Самс - Джейдин Шоу - Софія Сміт - Емілі Соннетт - Меллорі Свансон - Лінн Вільямс | Футбол                          | жіночий турнір                                 | 10 серпня |
| 1      | Жіноча збірна США з баскетболу- Нафіса Коллієр - Калі Коппер - Челсі Ґрей - Бріттні Грайнер - Сабріна Йонеску - Джуелл Лойд - Келсі Плам - Бріанна Стюарт - Даяна Торасі - Алісса Томас - Ей'джа Вілсон - Джекі Янґ | Баскетбол                       | жіночий турнір                                 | 11 серпня |
| 1      | Дженіфер Валенте | Велоспорт                       | омніум (жінки)                                 | 11 серпня |
| 2      | Сара Бейкон Кессіді Кук | Стрибки у воду                  | синхронний трамплін, 3 метри (жінки)           | 27 липня  |
| 2      | Еріка Браун (плавчиня)[a] Кейт Дуглас Торрі Гаск Сімоне Мануель Ґретхен Волш Еббі Вейтцейл[a] | Плавання                        | 4x100 метрів вільним стилем (жінки)            | 27 липня  |
| 2      | Гейлі Баттен | Велоспорт                       | маунтінбайк (жінки)                            | 28 липня  |
| 2      | Лорен Скраґґс | Фехтування                      | індивідуальна рапіра (жінки)                   | 28 липня  |
| 2      | Нік Фінк | Плавання                        | 100 метрів брасом (чоловіки)                   | 28 липня  |
| 2      | Ґретхен Волш | Плавання                        | 100 метрів батерфляєм (жінки)                  | 28 липня  |
| 2      | Джеґґер Ітон | Скейтбординг                    | стріт (чоловіки)                               | 29 липня  |
| 2      | Кейті Ґраймс | Плавання                        | 400 метрів комплексом (жінки)                  | 29 липня  |
| 2      | Роберт Фінк | Плавання                        | 800 метрів вільним стилем (чоловіки)           | 30 липня  |
| 2      | Брукс Керрі[a] Карсон Фостер Кріс Ґільяно[a] Лук Гобсон Дрю Кіблер Блейк П'єроні[a] Кіаран Сміт | Плавання                        | 4x200 метрів вільним стилем (чоловіки)         | 30 липня  |
| 2      | Реган Сміт | Плавання                        | 100 метрів на спині (жінки)                    | 30 липня  |
| 2      | Перріс Бенеґас | Велоспорт                       | BMX-фрістайл (жінки)                           | 31 липня  |
| 2      | Торрі Гаск | Плавання                        | 100 метрів вільним стилем (жінки)              | 31 липня  |
| 2      | Реган Сміт | Плавання                        | 200 метрів батерфляєм (жінки)                  | 1 серпня  |
| 2      | Ерін Ґеммел Кейті Ледекі Пейдж Мадден Сімоне Мануель[a] Анна Пепловскі[a] Алекс Шейкелл[a] Клер Вайнстайн | Плавання                        | естафета 4x200 метрів вільним стилем (жінки)   | 1 серпня  |
| 2      | Карл Кук Лора Крот Маклейн Ворд | Кінний спорт                    | Командний конкур                               | 2 серпня  |
| 2      | Саґен Маддалена | Стрільба                        | біг на 50 метрів (жінки) rifle three positions | 2 серпня  |
| 2      | Реган Сміт | Плавання                        | 200 метрів на спині (жінки)                    | 2 серпня  |
| 2      | Джо Ковач | Легка атлетика                  | штовхання ядра (чоловіки)                      | 3 серпня  |
| 2      | Шакеррі Річардсон | Легка атлетика                  | біг на 100 метрів (жінки)                      | 3 серпня  |
| 2      | Кайлін Браун Брайс Дедмон Шам'єр Літтл Вернон Норвуд | Легка атлетика                  | змішана естафета 4×400 метрів                  | 3 серпня  |
| 2      | Коннер Прінс | Стрільба                        | скит (чоловіки)                                | 3 серпня  |
| 2      | Кейт Дуглас | Плавання                        | 200 метрів комплексом (жінки)                  | 3 серпня  |
| 2      | Остін Крайчек Ражів Рам | Теніс                           | Парний розряд (чоловіки)                       | 3 серпня  |
| 2      | Брейді Еллісон | Стрільба з лука                 | індивідуальна першість (чоловіки)              | 4 серпня  |
| 2      | Джек Алексі[a] Гантер Армстронґ Кайлеб Дрессел Нік Фінк Томас Гейлмен[a] Раян Мерфі Чарлі Свонсон[a] | Плавання                        | 4x100 метрів комплексом (чоловіки)             | 4 серпня  |
| 2      | Сем Кендрікс | Легка атлетика                  | стрибки з жердиною (чоловіки)                  | 5 серпня  |
| 2      | Симона Байлз | Гімнастика                      | вільні вправи (жінки)                          | 5 серпня  |
| 2      | Вінсент Генкок Остін Сміт | Стрільба                        | скит (мікст)                                   | 5 серпня  |
| 2      | Тейлор Нібб Морґан Пірсон Сет Райдер Тейлор Співі | Тріатлон                        | змішана естафета                               | 5 серпня  |
| 2      | Аннет Ечикунвоке | Легка атлетика                  | метання молота (жінки)                         | 6 серпня  |
| 2      | Аніта Альварес Джеймі Чарковскі Меґумі Філд Кіана Гантер Одрі Квон Жаклін Луу Даніелла Рамірез Рубі Рематі | Артистичне плавання             | групи                                          | 7 серпня  |
| 2      | Кеті Мун | Легка атлетика                  | стрибки з жердиною (жінки)                     | 7 серпня  |
| 2      | Кеннет Рукс | Легка атлетика                  | біг на 3000 метрів з перешкодами (чоловіки)    | 7 серпня  |
| 2      | Том Шаар | Скейтбординг                    | парк (чоловіки)                                | 7 серпня  |
| 2      | Кеннет Беднарек | Легка атлетика                  | біг на 200 метрів (чоловіки)                   | 8 серпня  |
| 2      | Daniel Roberts | Легка атлетика                  | біг на 110 метрів з бар'єрами (чоловіки)       | 8 серпня  |
| 2      | Анна Кокрелл | Легка атлетика                  | біг на 400 метрів з бар'єрами (жінки)          | 8 серпня  |
| 2      | Спенсер Лі | Боротьба                        | вільна боротьба, до 57 кг (чоловіки)           | 9 серпня  |
| 2      | Шелбі Мак'юен | Легка атлетика                  | стрибки у висоту (чоловіки)                    | 10 серпня |
| 2      | Невін Гаррісон | Веслування на байдарках і каное | каное-одиночки, 200 метрів (жінки)             | 10 серпня |
| 2      | Брук Рабуту | Спортивне скелелазіння          | Комбінація (жінки)                             | 10 серпня |
| 2      | Жіноча збірна США з волейболу- Лорен Карліні - Андреа Дрюс - Майка Генкок - Джордан Ларсон - Чіака Огбогу - Кетрін Пламмер - Джордін Поултер - Дана Реттке - Келсі Робінсон - Ейвері Скіннер - Джордан Томпсон - Гейлі Вашингтон - Джастін Вонг-Орантес                                                                                | Волейбол                        | жіночий турнір                                 | 11 серпня |
| 2      | Кеннеді Блейдс | Боротьба                        | вільна боротьба, до 76 кг (жінки)              | 11 серпня |
| 3      | Хлоя Дагерт | Велоспорт                       | роздільна шосейна гонка (жінки)                | 27 липня  |
| 3      | Кейті Ледекі | Плавання                        | 400 метрів вільним стилем (жінки)              | 27 липня  |
| 3      | Карсон Фостер | Плавання                        | 400 метрів комплексом (чоловіки)               | 28 липня  |
| 3      | Нік Іткін | Фехтування                      | індивідуальна рапіра (чоловіки)                | 29 липня  |
| 3      | Ашер Хонг Пол Джуда Броуді Мелоун Стівен Недорощик Фред Річард | Гімнастика                      | командна першість (чоловіки)                   | 29 липня  |
| 3      | Найджа Г'юстон | Скейтбординг                    | стріт (чоловіки)                               | 29 липня  |
| 3      | Лук Гобсон | Плавання                        | 200 метрів вільним стилем (чоловіки)           | 29 липня  |
| 3      | Раян Мерфі | Плавання                        | 100 метрів на спині (чоловіки)                 | 29 липня  |
| 3      | Емма Веянт | Плавання                        | 400 метрів комплексом (жінки)                  | 29 липня  |
| 3      | Жіноча збірна США з Регбі-7- Кайла Канетт - Лорен Дойл - Алев Келтер - Крісті Кірше - Сара Леві - Ілона Магер - Алена Олсен - Аріана Ремсі - Стефані Роветті - Спіфф Седрік - Семмі Салліван - Ная Таппер | Регбі-7                         | жіночий турнір                                 | 30 липня  |
| 3      | Кетрін Беркофф | Плавання                        | 100 метрів на спині (жінки)                    | 30 липня  |
| 3      | Еві Лейбфарт | Веслування на байдарках і каное | слалом на каное-одиночках (жінки)              | 31 липня  |
| 3      | Суніса Лі | Гімнастика                      | абсолютна першість (жінки)                     | 1 серпня  |
| 3      | Брейді Еллісон Кейсі Кауфголд | Стрільба з лука                 | змішані команди                                | 2 серпня  |
| 3      | Грант Фішер | Легка атлетика                  | 10000 метрів (чоловіки)                        | 2 серпня  |
| 3      | Ієн Берроуз Ганс Генкен | Вітрильний спорт                | 49er                                           | 2 серпня  |
| 3      | Мелісса Джефферсон | Легка атлетика                  | біг на 100 метрів (жінки)                      | 3 серпня  |
| 3      | Джасмін Мур | Легка атлетика                  | потрійний стрибок (жінки)                      | 3 серпня  |
| 3      | Стівен Недорощик | Гімнастика                      | Men's pommel horse                             | 3 серпня  |
| 3      | Джейд Кері | Гімнастика                      | опорний стрибок (жінки)                        | 3 серпня  |
| 3      | Крістофер Карлсон Пітер Чатейн Кларк Дін Генрі Голлінґсворт Ріеллі Мілн (c) Еван Олсон Пітер Квінтон Ніколас Рашер Крістіан Табаш | Академічне веслування           | Вісімки (чоловіки)                             | 3 серпня  |
| 3      | Пейдж Мадден | Плавання                        | 800 метрів вільним стилем (жінки)              | 3 серпня  |
| 3      | Тейлор Фріц Томмі Пол | Теніс                           | Парний розряд (чоловіки)                       | 3 серпня  |
| 3      | Фред Керлі | Легка атлетика                  | біг на 100 метрів (чоловіки)                   | 4 серпня  |
| 3      | Суніса Лі | Гімнастика                      | різновисокі бруси (жінки)                      | 4 серпня  |
| 3      | Остін Сміт | Стрільба                        | скит (жінки)                                   | 4 серпня  |
| 3      | Жіноча збірна США з баскетболу 3x3 Сьєрра Бердік Діріка Гембі Райн Говард Гейлі Ван Літ | Баскетбол                       | жіночий турнір 3x3                             | 5 серпня  |
| 3      | Яред Нугусе | Легка атлетика                  | біг на 1500 метрів (чоловіки)                  | 6 серпня  |
| 3      | Бріттані Браун | Легка атлетика                  | біг на 200 метрів (жінки)                      | 6 серпня  |
| 3      | Омарі Джонс | Бокс                            | до 69 кг (чоловіки)                            | 6 серпня  |
| 3      | Гемптон Морріс | Важка атлетика                  | до 61 кг (чоловіки)                            | 7 серпня  |
| 3      | Ноа Лайлс | Легка атлетика                  | біг на 200 метрів (чоловіки)                   | 8 серпня  |
| 3      | Джасмін Мур | Легка атлетика                  | стрибки в довжину (жінки)                      | 8 серпня  |
| 3      | Сем Вотсон | Спортивне скелелазіння          | Лазіння на швидкість (чоловіки)                | 8 серпня  |
| 3      | Крістіна Тічаут | Тхеквондо                       | до 67 кг (жінки)                               | 9 серпня  |
| 3      | Збірна США з волейболу- Метт Андерсон - Тейлор Аверілл - Майка Крістенсон - Ті Джей Дефалко - Максвелл Голт - Томас Яшке - Джеффрі Джендрик - Міка Ма'а - Ґарретт Муаґутутія - Аарон Расселл - Ерік Шоджі - Девід Сміт | Волейбол                        | чоловічий турнір                               | 9 серпня  |
| 3      | Аарон Брукс | Боротьба                        | вільна боротьба, до 86 кг (чоловіки)           | 9 серпня  |
| 3      | Гелен Маруліс | Боротьба                        | вільна боротьба, до 57 кг (жінки)              | 9 серпня  |
| 3      | Грант Фішер | Легка атлетика                  | біг на 5000 метрів (чоловіки)                  | 10 серпня |
| 3      | Віктор Монтальво | Брейкданс                       | Бібойз                                         | 10 серпня |
| 3      | Кайл Дейк | Боротьба                        | вільна боротьба, до 74 кг (чоловіки)           | 10 серпня |
| 3      | Збірна США з водного поло- Алекс Бовен - Лука Купідо - Ганнес Даубе - Чейз Додд - Райдер Додд - Бен Геллок - Дрю Голланд - Джонні Гупер - Макс Ервінґ - Алекс Оберт - Марко Вавіч - Адріан Вайнберґ - Ділан Вудгед | Водне поло                      | чоловічий турнір                               | 11 серпня |

| Вид спорту                      | 1  | 2  | 3  | Загалом |
| Легка атлетика                  | 14 | 11 | 9  | 34      |
| Плавання                        | 8  | 13 | 7  | 28      |
| Велоспорт                       | 3  | 2  | 1  | 6       |
| Гімнастика                      | 3  | 1  | 5  | 9       |
| Боротьба                        | 2  | 2  | 3  | 7       |
| Фехтування                      | 2  | 1  | 1  | 4       |
| Баскетбол                       | 2  | 0  | 1  | 3       |
| Стрільба                        | 1  | 3  | 1  | 5       |
| Академічне веслування           | 1  | 0  | 1  | 2       |
| Важка атлетика                  | 1  | 0  | 1  | 2       |
| Футбол                          | 1  | 0  | 0  | 1       |
| Гольф                           | 1  | 0  | 0  | 1       |
| Серфінг                         | 1  | 0  | 0  | 1       |
| Скейтбординг                    | 0  | 2  | 1  | 3       |
| Стрільба з лука                 | 0  | 1  | 1  | 2       |
| Веслування на байдарках і каное | 0  | 1  | 1  | 2       |
| Спортивне скелелазіння          | 0  | 1  | 1  | 2       |
| Теніс                           | 0  | 1  | 1  | 2       |
| Волейбол                        | 0  | 1  | 1  | 2       |
| Артистичне плавання             | 0  | 1  | 0  | 1       |
| Стрибки у воду                  | 0  | 1  | 0  | 1       |
| Кінний спорт                    | 0  | 1  | 0  | 1       |
| Тріатлон                        | 0  | 1  | 0  | 1       |
| Бокс                            | 0  | 0  | 1  | 1       |
| Брейкданс                       | 0  | 0  | 1  | 1       |
| Регбі-7                         | 0  | 0  | 1  | 1       |
| Вітрильний спорт                | 0  | 0  | 1  | 1       |
| Тхеквондо                       | 0  | 0  | 1  | 1       |
| Водне поло                      | 0  | 0  | 1  | 1       |
| Загалом                         | 40 | 44 | 42 | 126     |

| День    | Дата      | 1  | 2  | 3  | Загалом |
| 1       | 27 липня  | 1  | 2  | 2  | 5       |
| 2       | 28 липня  | 2  | 4  | 1  | 7       |
| 3       | 29 липня  | 0  | 2  | 6  | 8       |
| 4       | 30 липня  | 1  | 3  | 2  | 6       |
| 5       | 31 липня  | 1  | 2  | 1  | 4       |
| 6       | 1 серпня  | 4  | 2  | 1  | 7       |
| 7       | 2 серпня  | 0  | 3  | 3  | 6       |
| 8       | 3 серпня  | 5  | 6  | 7  | 18      |
| 9       | 4 серпня  | 5  | 2  | 3  | 10      |
| 10      | 5 серпня  | 2  | 4  | 1  | 7       |
| 11      | 6 серпня  | 3  | 1  | 3  | 7       |
| 12      | 7 серпня  | 3  | 4  | 1  | 8       |
| 13      | 8 серпня  | 3  | 3  | 3  | 9       |
| 14      | 9 серпня  | 3  | 1  | 4  | 8       |
| 15      | 10 серпня | 5  | 3  | 3  | 11      |
| 16      | 11 серпня | 2  | 2  | 1  | 5       |
| Загалом | Загалом   | 40 | 44 | 42 | 126     |

| Стать    | 1  | 2  | 3  | Загалом |
| жінки    | 26 | 24 | 18 | 68      |
| Чоловіки | 13 | 16 | 23 | 52      |
| змішані  | 1  | 4  | 1  | 6       |
| Загалом  | 40 | 44 | 42 | 126     |

| Ім'я                    | Вид спорту      | 1 | 2 | 3 | Загалом |
| Торрі Гаск              | Плавання        | 3 | 2 | 0 | 5       |
| Реган Сміт              | Плавання        | 2 | 3 | 0 | 5       |
| Симона Байлз            | Гімнастика      | 3 | 1 | 0 | 4       |
| Кейт Дуглас             | Плавання        | 2 | 2 | 0 | 4       |
| Ґретхен Волш            | Плавання        | 2 | 2 | 0 | 4       |
| Кейті Ледекі            | Плавання        | 2 | 1 | 1 | 4       |
| Ґаббі Томас             | Легка атлетика  | 3 | 0 | 0 | 3       |
| Кайлеб Дрессел          | Плавання        | 2 | 1 | 0 | 3       |
| Нік Фінк                | Плавання        | 1 | 2 | 0 | 3       |
| Раян Мерфі              | Плавання        | 1 | 1 | 1 | 3       |
| Суніса Лі               | Гімнастика      | 1 | 0 | 2 | 3       |
| Рай Бенджамін           | Легка атлетика  | 2 | 0 | 0 | 2       |
| Крістен Фолкнер         | Велоспорт       | 2 | 0 | 0 | 2       |
| Лі Кіфер                | Фехтування      | 2 | 0 | 0 | 2       |
| Сідні Мак-Лафлін-Леврон | Легка атлетика  | 2 | 0 | 0 | 2       |
| Дженіфер Валенте        | Велоспорт       | 2 | 0 | 0 | 2       |
| Джек Алексі             | Плавання        | 1 | 1 | 0 | 2       |
| Гантер Армстронґ        | Плавання        | 1 | 1 | 0 | 2       |
| Кайлін Браун            | Легка атлетика  | 1 | 1 | 0 | 2       |
| Брайс Дедмон            | Легка атлетика  | 1 | 1 | 0 | 2       |
| Роберт Фінк             | Плавання        | 1 | 1 | 0 | 2       |
| Кріс Джуліано           | Плавання        | 1 | 1 | 0 | 2       |
| Вінсент Генкок          | Стрільба        | 1 | 1 | 0 | 2       |
| Шам'єр Літтл            | Легка атлетика  | 1 | 1 | 0 | 2       |
| Вернон Норвуд           | Легка атлетика  | 1 | 1 | 0 | 2       |
| Шакеррі Річардсон       | Легка атлетика  | 1 | 1 | 0 | 2       |
| Лорен Скраґґс           | Фехтування      | 1 | 1 | 0 | 2       |
| Алекс Шейкелл           | Плавання        | 1 | 1 | 0 | 2       |
| Чарлі Свонсон           | Плавання        | 1 | 1 | 0 | 2       |
| Еббі Вейтцейл           | Плавання        | 1 | 1 | 0 | 2       |
| Кетрін Беркофф          | Плавання        | 1 | 0 | 1 | 2       |
| Джейд Кері              | Гімнастика      | 1 | 0 | 1 | 2       |
| Хлоя Дагерт             | Велоспорт       | 1 | 0 | 1 | 2       |
| Мелісса Джефферсон      | Легка атлетика  | 1 | 0 | 1 | 2       |
| Ноа Лайлс               | Легка атлетика  | 1 | 0 | 1 | 2       |
| Сімоне Мануель          | Плавання        | 0 | 2 | 0 | 2       |
| Брейді Еллісон          | Стрільба з лука | 0 | 1 | 1 | 2       |
| Карсон Фостер           | Плавання        | 0 | 1 | 1 | 2       |
| Лук Гобсон              | Плавання        | 0 | 1 | 1 | 2       |
| Пейдж Мадден            | Плавання        | 0 | 1 | 1 | 2       |
| Остін Сміт              | Стрільба        | 0 | 1 | 1 | 2       |
| Грант Фішер             | Легка атлетика  | 0 | 0 | 2 | 2       |
| Джасмін Мур             | Легка атлетика  | 0 | 0 | 2 | 2       |
| Стівен Недорощик        | Гімнастика      | 0 | 0 | 2 | 2       |

a  Спортсмени, які брали участь лише в попередніх запливах/забігах/заїздах.

## Спортсмени
10 липня 2024 року Олімпійський і паралімпійський комітет США оголосив склад із 592 спортсменів (314 жінок і 278 чоловіків), які кваліфікувалися та візьмуть участь в Олімпійських іграх.
Нижче подано список кількости учасників Ігор. Резервних футболістів не враховано:
| Вид спорту                      | Чоловіки | Жінки | Загалом |
| ------------------------------- | -------- | ----- | ------- |
| Стрільба з лука                 | 1        | 3     | 4       |
| Артистичне плавання             | 0        | 8     | 8       |
| Легка атлетика                  | 59       | 61    | 120     |
| Бадмінтон                       | 3        | 4     | 7       |
| Баскетбол                       | 16       | 16    | 32      |
| Бокс                            | 4        | 4     | 8       |
| Брейкданс                       | 2        | 2     | 4       |
| Веслування на байдарках і каное | 3        | 2     | 5       |
| Велоспорт                       | 10       | 13    | 23      |
| Стрибки у воду                  | 5        | 6     | 11      |
| Кінний спорт                    | 6        | 3     | 9       |
| Фехтування                      | 6        | 9     | 15      |
| Хокей на траві                  | 0        | 16    | 16      |
| Футбол                          | 18       | 18    | 36      |
| Гольф                           | 4        | 3     | 7       |
| Гімнастика                      | 6        | 7     | 12      |
| Дзюдо                           | 2        | 2     | 4       |
| Сучасне п'ятиборство            | 0        | 1     | 1       |
| Академічне веслування           | 18       | 24    | 42      |
| Регбі-7                         | 12       | 12    | 24      |
| Вітрильний спорт                | 6        | 7     | 13      |
| Стрільба                        | 7        | 9     | 16      |
| Скейтбординг                    | 6        | 6     | 12      |
| Спортивне скелелазіння          | 4        | 4     | 8       |
| Серфінг                         | 2        | 3     | 5       |
| Плавання                        | 27       | 21    | 48      |
| Настільний теніс                | 1        | 3     | 4       |
| Тхеквондо                       | 2        | 2     | 4       |
| Теніс                           | 6        | 5     | 11      |
| Тріатлон                        | 2        | 3     | 5       |
| Волейбол                        | 16       | 16    | 32      |
| Водне поло                      | 12       | 12    | 24      |
| Важка атлетика                  | 2        | 3     | 5       |
| Боротьба                        | 10       | 6     | 16      |
| Загалом                         | 278      | 314   | 592     |